# Helmut Braun (Bildhauer)
Helmut Braun (* 7. April 1925 in Böhmisch Leipa; † ) war ein deutscher Bildhauer.

## Leben und Werk
Zu Braun gibt es nahezu keine biographischen Informationen. Er lebte als freischaffender Bildhauer in Niederorschel. Braun war in der DDR Mitglied des Verbands Bildender Künstler der DDR und 1972/1973 auf der VII. Kunstausstellung der DDR in Dresden vertreten.

## Werke (Auswahl)

### Werke im öffentlichen Raum
- Memento. Den Opfern des Bombenkrieges 1944–1955 (Mauer mit Schriftzug, Erfurt, Hauptfriedhof, Ehrenhain III)
- Gärtnerin (Statue, Bronze, 1962; Erfurt, egapark)
- Spielende Kinder (Brunnenplastik; Gräfentonna, Oberschule; 1963)
- Karl Marx (Porträtbüste, Mühlhausen, damaliger Karl-Marx-Platz; 1967; nach der deutschen Wiedervereinigung entfernt)
- Neptunbrunnen (Marktplatz Weimar; Nachbildung; mit dem Erfurter Steinmetzen Kurt Lehmann, 1971)
- Lebensfreude (Zweifigurengruppe, 1973; Erfurt, Johannesplatz)

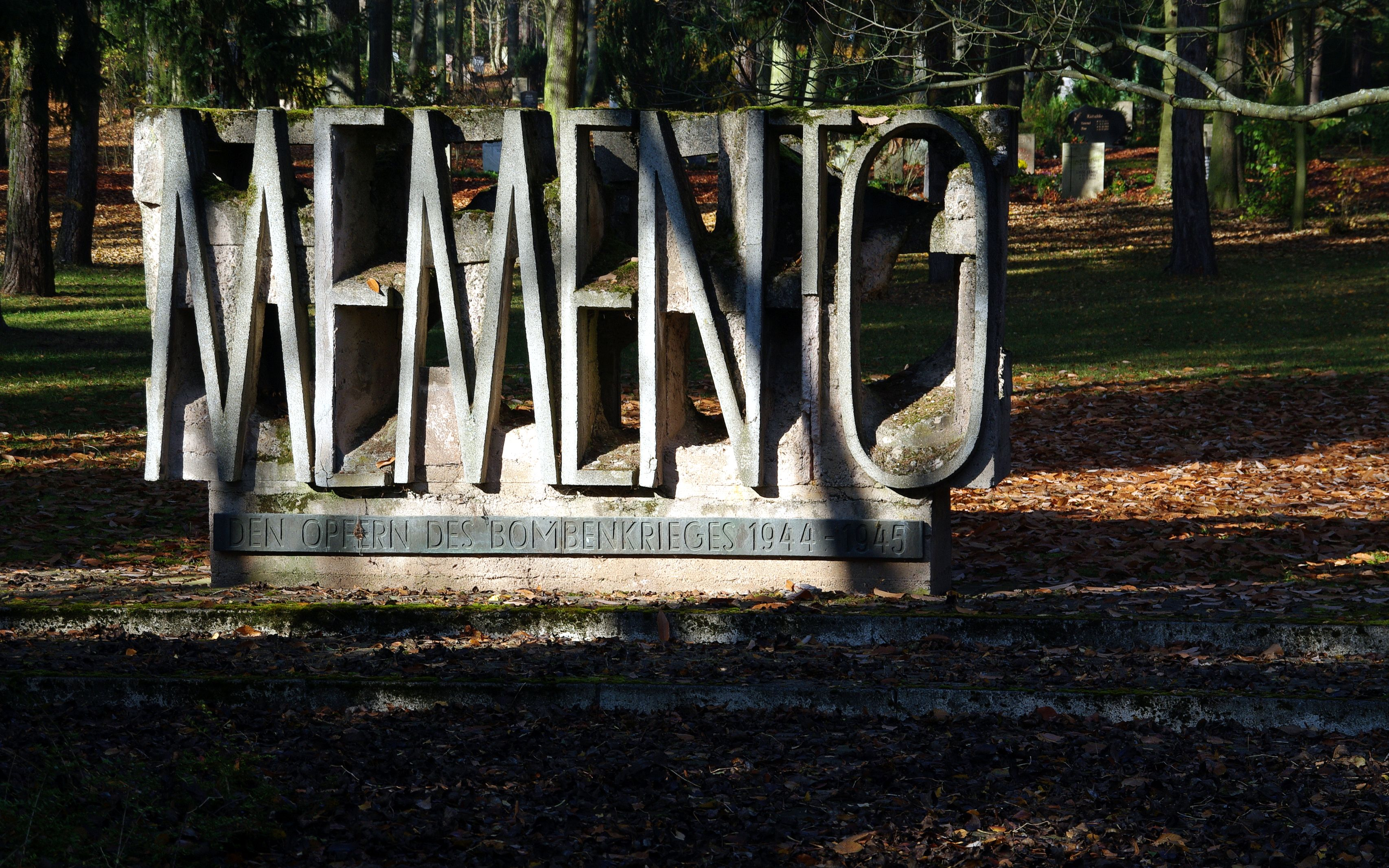
Memento auf dem Erfurter Hauptfriedhof, Ehrenhain III.
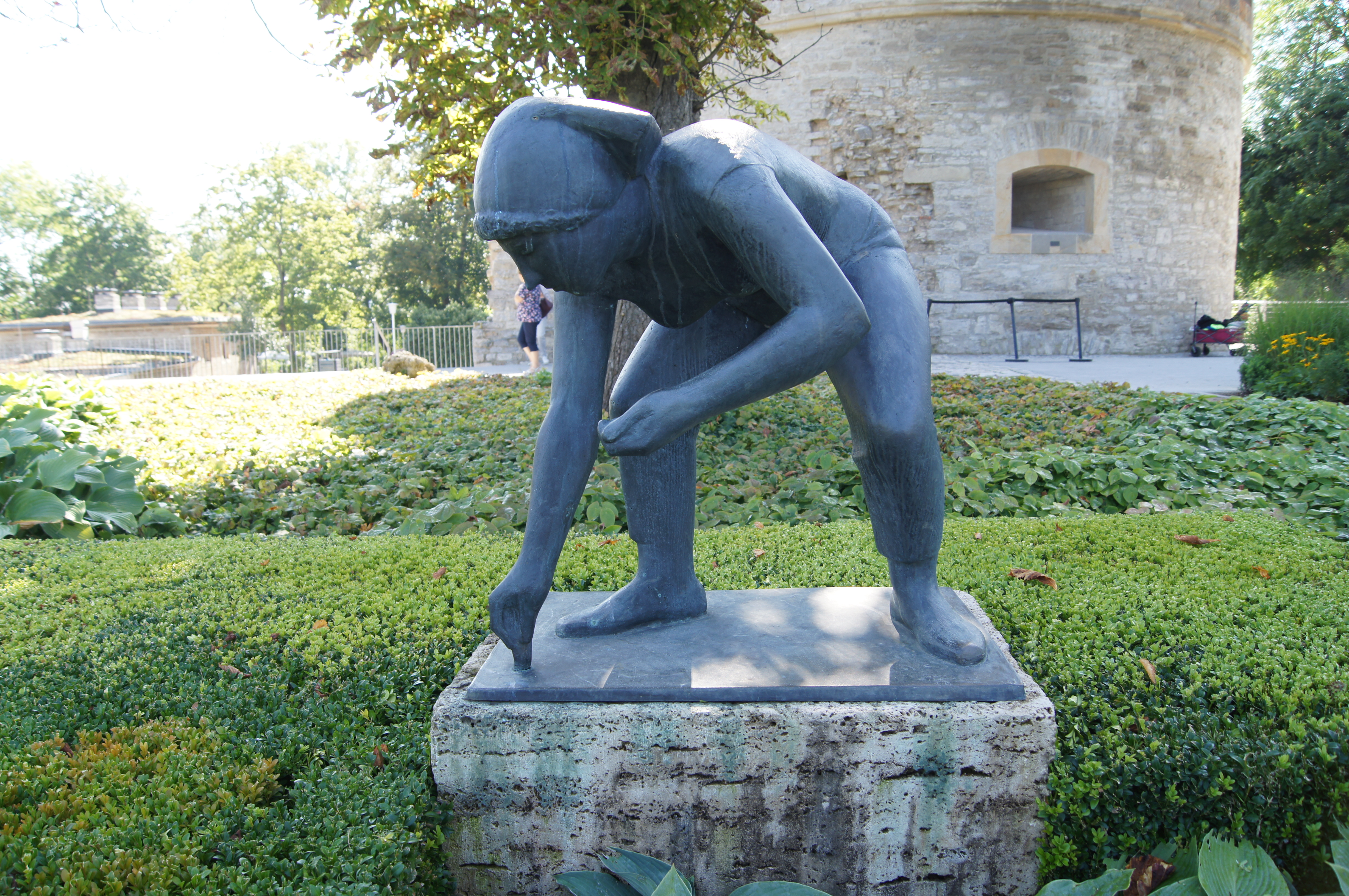
Statue Gärtnerin, Egapark Erfurt
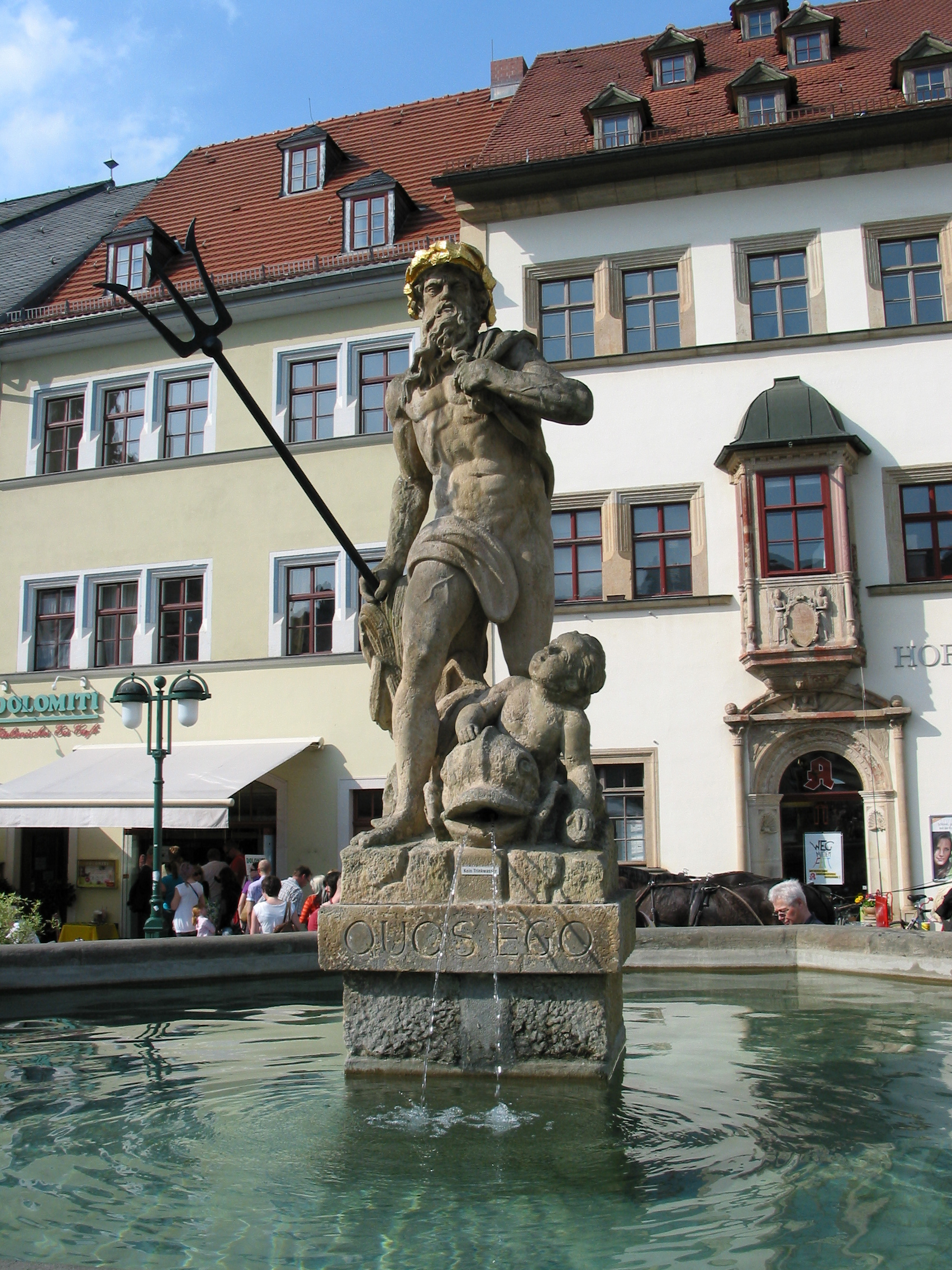
Neptunbrunnen, Weimar
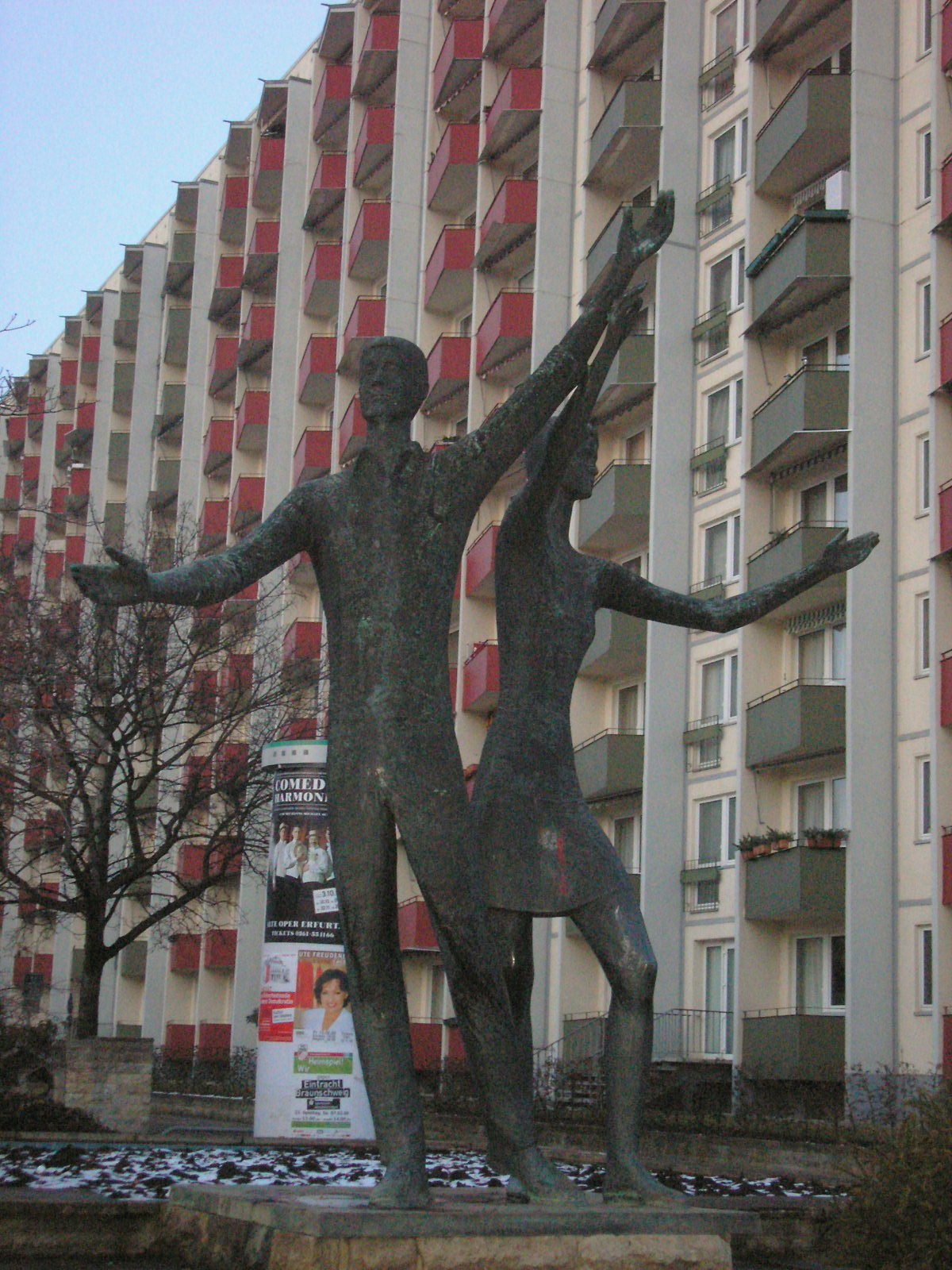
Lebensfreude, Statue in Erfurt-Johannesplatz

### Baugebundene Werke (Auswahl)
- Brustbilder von Männern und Frauen (Hochrelief-Fries; Nordseite und Südseite des Hörsaalanbaus des Lehrgebäudes 1 des Pädagogischen Instituts Erfurt; ca. 1952; zum Teil mit Hans Walther)[1]
- Nackte weibliche und männliche Figur mit Globus (Giebelplastik über dem Portikus an der Ostseite des Auditorium Maximum des Pädagogischen Instituts Erfurt; Entwurf, Ausführung in Kalkstein durch den Erfurter Steinmetzen Otto Lehmann, ca. 1962)[1]